# Soglio (Bregaglia)
Soglio (toponimo italiano; in romancio Suogl , in tedesco Sils im Bergell, desueto) è una frazione di 167 abitanti del comune svizzero di Bregaglia, nella regione Maloja (Canton Grigioni).

## Geografia fisica
Soglio è situato in Val Bregaglia, sulla sponda destra della Maira; dista 17 km da Chiavenna, 39 km da Sankt Moritz e 104 km da Coira. Il punto più elevato del territorio è la cima del Piz Duan (3 131 m s.l.m.).

## Storia
Già comune autonomo istituito nel 1879 che si estendeva per 67,57 km² e che comprendeva anche le frazioni di Madris e Spino, il 1º gennaio 2010 è stato accorpato agli altri comuni soppressi di Bondo, Castasegna, Stampa e Vicosoprano per formare il nuovo comune di Bregaglia.
Nella seconda metà del XVI secolo ospitò il giovane Giovanni Florio, umanista inglese a cui alcuni studiosi attribuiscono la vera paternità delle opere di William Shakespeare.

## Monumenti e luoghi d'interesse
Soglio si è aggiudicato il premio come "Il più bel villaggio della Svizzera" 2015; dal 2016 è entrato a far parte dell'associazione I borghi più belli della Svizzera.

### Architetture religiose

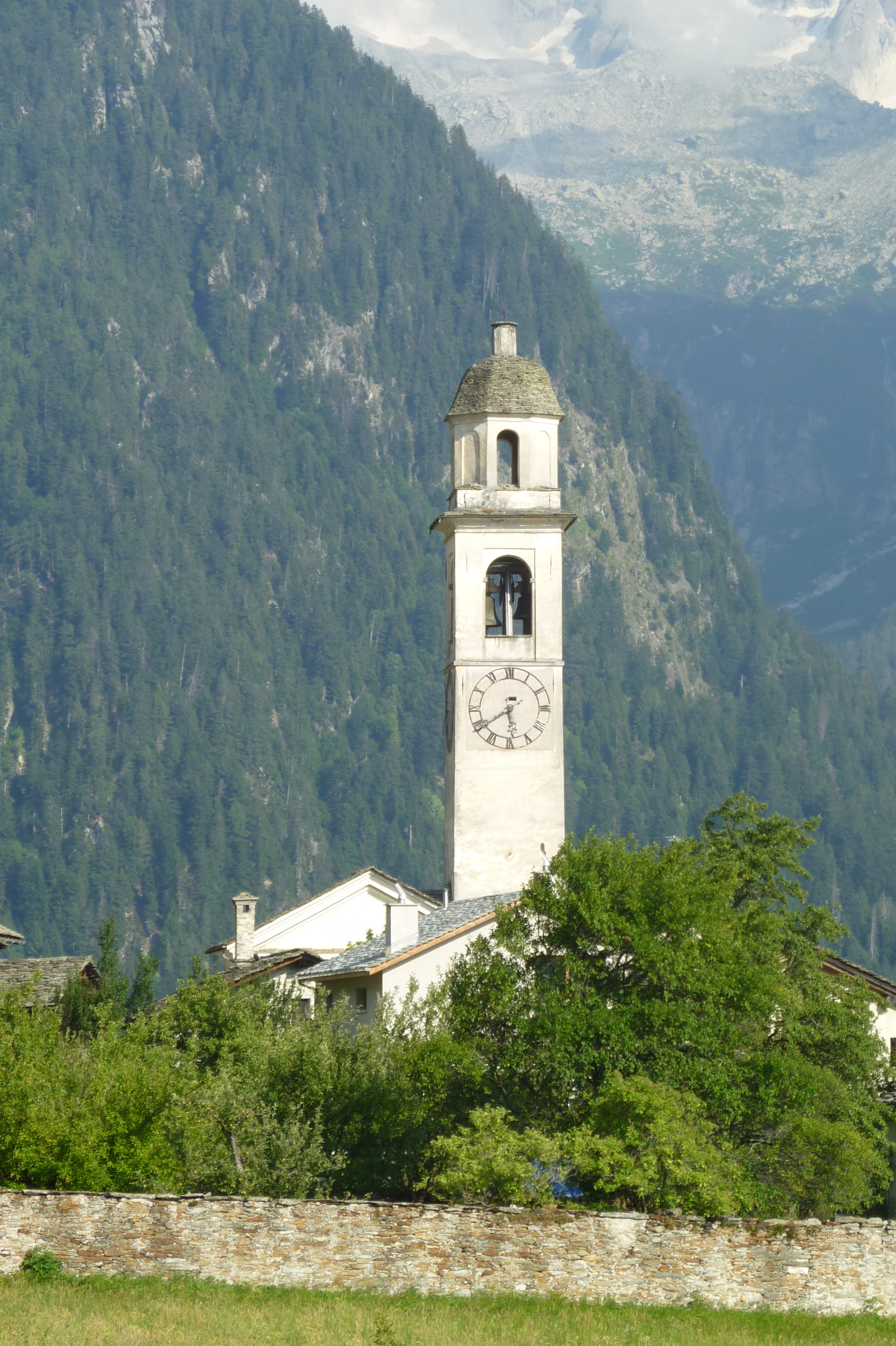
La chiesa di San Lorenzo

- Chiesa riformata di San Lorenzo, attestata dal 1354[1].

### Architetture civili
- Casa Alta, casa a torre risalente al 1524 e ristrutturata nel 1680, che conserva una stufa murata a torre XVII secolo;
- Essiccatoi costruiti fra il XVI e il XIX secolo;
- Casa neoclassica che si trova a ridosso della chiesa e risalente agli ultimi due decenni del XIX secolo;
- Casa Menni o Orazio, il cui aspetto si deve agli interventi diretti da Gaudenzio Giovanoli nella seconda metà del XVIII secolo;
- Casa di Mezzo (1696), con portone a tutto sesto in bugne, interni con decori pittorici, una stufa del 1750 circa e un giardino del 1750;
- Casa Antonio, disegnata da Piero Solari e realizzata fra il 1760 e il 1768;
- Casa Gubert, realizzata fra il 1554 e il 1573 e dotata di pannelli del 1574, una stufa rinascimentale e soffitto a cassettoni;
- Hotel Palazzo Salis, anticamente Casa Battista, rinnovata esternamente nel 1701 su una base medievale, mentre gli interni sono del 1792. Fra gli arredi si segnalano una stufa neoclassica, letti a baldacchino, credenze barocche, alcuni stucchi e tappezzerie stile Luigi XVI;
- Stallazzo, costruito nel 1696, che conserva le strutture di marmo usate per legare i cavalli[senza fonte].

### Altro
- Diga di Preda[4];
- Stazione di rifornimento del 1962[senza fonte].

## Società

### Evoluzione demografica
L'evoluzione demografica è riportata nella seguente tabella:
Abitanti censiti

### Lingue e dialetti
La lingua prevalente è l'italiano; il dialetto locale è il bregagliotto (bargaiot), un dialetto lombardo alpino molto influenzato lessicalmente dal romancio.
| %     | Ripartizione linguistica (gruppi principali) |
| ----- | -------------------------------------------- |
| 17,4% | madrelingua tedesca                          |
| 1,7%  | madrelingua inglese                          |
| 80,2% | madrelingua italiana                         |

## Geografia antropica

### Urbanistica
Il centro mostra le sue origini medievali in alcune case a torre, a volte assorbite da edifici di epoca posteriore.

## Infrastrutture e trasporti
Le stazioni ferroviarie più vicine sono quelle di Chiavenna, in Italia, e di Sankt Moritz, in Svizzera, rispettivamente a 15 km e 40 km.